# Cucao e Huillinco
Cucao e Huillinco são dois lagos no centro da Ilha de Chiloé, Chile, ligados por um estreito que forma um lago hidrológico. Os dois lagos estão orientados no sentido oeste-leste, cortando a cordilheira da costa chilena na Ilha de Chiloé em duas faixas; Piuchén ao norte e Pirulil ao sul. A saída dos lagos, Desaguadero ou Rio Cucao, fica na extremidade ocidental do Lago Cucao e desagua no Pacífico.